# NGC 535
NGC 535 ist eine Linsenförmige Galaxie vom Hubble-Typ S0/a im Sternbild Walfisch südlich des Himmelsäquators. Sie ist schätzungsweise 222 Millionen Lichtjahre von der Milchstraße entfernt und hat einen Durchmesser von etwa 65.000 Lichtjahren. Gemeinsam mit sieben weiteren Galaxien bildet sie die NGC 530-Gruppe (LGG 22).
Im selben Himmelsareal befinden sich u. a. die Galaxien NGC 538, NGC 541, NGC 545, NGC 547.
Die Supernova SN 1988ad wurde hier beobachtet.
Das Objekt wurde am 31. Oktober 1864 vom deutsch-dänischen Astronomen Heinrich Ludwig d’Arrest entdeckt.